# Stephanogorgia rattoi
Stephanogorgia rattoi is een zachte koraalsoort uit de familie Chrysogorgiidae. De koraalsoort komt uit het geslacht Stephanogorgia. Stephanogorgia rattoi werd in 2010 voor het eerst wetenschappelijk beschreven door Castro, Medeiros & Loiola.